# 2022년 FIFA 월드컵 유럽 지역 예선
2022년 FIFA 월드컵 유럽 지역 예선은 유럽 축구 연맹에 속한 55개 국가들이 참가하여 10개 조로 나누어 진행되었다.

## 참가국
국제 축구 연맹(FIFA)에 가입한 유럽 축구 연맹(UEFA) 회원국 55개국 전체가 참가했다.
- 알바니아
- 안도라
- 아르메니아
- 오스트리아
- 아제르바이잔
- 벨라루스
- 벨기에
- 보스니아 헤르체고비나
- 불가리아
- 크로아티아
- 키프로스
- 체코
- 덴마크
- 잉글랜드
- 에스토니아
- 페로 제도
- 핀란드
- 프랑스
- 조지아
- 독일
- 지브롤터
- 그리스
- 헝가리
- 아이슬란드
- 이스라엘
- 이탈리아
- 카자흐스탄
- 코소보
- 라트비아
- 리히텐슈타인
- 리투아니아
- 룩셈부르크
- 몰타
- 몰도바
- 몬테네그로
- 네덜란드
- 북마케도니아
- 북아일랜드
- 노르웨이
- 폴란드
- 포르투갈
- 아일랜드
- 루마니아
- 러시아
- 산마리노
- 스코틀랜드
- 세르비아
- 슬로바키아
- 슬로베니아
- 스페인
- 스웨덴
- 스위스
- 튀르키예
- 우크라이나
- 웨일스

### 러시아의 지위
세계 반도핑 기구(WADA)는 2019년 12월 9일에 공개된 공식 성명을 통해 러시아 반도핑 기구(RUSADA)가 조작된 실험실 데이터를 조사관에게 넘겨준 사실을 확인하고 러시아에 대해 4년 동안 주요 스포츠 행사 참가를 금지하는 결정을 채택했다. 하지만 세계 반도핑 기구의 결정은 FIFA 월드컵 본선에서만 적용되었기 때문에 러시아 축구 국가대표팀은 2022년 FIFA 월드컵 유럽 지역 예선에 참가할 수 있었다. WADA(세계 반도핑 기구) 통치부는 도핑이나 커버럽에 연루되지 않았던 운동선수들이 대회 참가를 허용했다. 그러나, 주요 국제 스포츠 행사에서 러시아의 국기와 국가의 사용을 금지하였다. 스포츠 중재 재판소에 제소는 접수되었다. 그러나 WADA(세계 반도핑 기구)의 결정은 옹호되었고 2년-금지로 감경되었다. CAS(스포츠 중재재판소) 통치는 또한 만일 "중립 운동선수" 또는 "중립팀"이라는 단어들이 동일 비율로 유니폼 표시되면 "러시아"라는 이름 사용을 허용하였다. 만일 러시아 대표팀이 월드컵 본선에 진출했다면, 러시아 대표팀 선수들은 모든 스포츠에서 러시아 국가의 세계 선수권 대회와 올림픽에서 2년-금지의 결과에 따라, 그들 국가(러시아)의 이름이나 국기나 국가를 월드컵에서 사용할 수 없었을 것이다.
2022년 러시아의 우크라이나 침공의 여파로 인하여 체코, 폴란드, 스웨덴 축구 협회가 공동 성명을 통해 러시아와의 예선 플레이오프 대결을 거부하겠다는 의사를 밝혔다. FIFA는 2022년 2월 27일에 공개된 공식 성명을 통해 러시아 축구 국가대표팀이 홈 경기를 중립 지대에서 무관중 경기로 개최해야 한다고 밝혔다. 또한 러시아 축구 국가대표팀은 러시아라는 국호, 국기, 국가를 사용할 수 없고 "러시아 축구 연합"(RFU) 명의로 참가해야 한다고 밝혔다. 그러나 FIFA와 UEFA는 2022년 2월 28일에 국제 올림픽 위원회(IOC)의 권고에 따라 러시아의 국제 축구 대회 출전 자격을 박탈한다고 밝혔다.

## 진행 방식
2022년 FIFA 월드컵 유럽 지역 예선은 2020-21년 UEFA 네이션스리그와 부분적으로 연계해서 진행할 예정이며 조별 리그, 플레이오프로 나누어 진행될 예정이다.
- 유럽 지역 예선 조별 리그는 예선에 참가하는 55개 팀을 10개 조(5개 조는 각 조마다 5개 팀으로, 나머지 5개 조는 각 조마다 6개 팀으로 구성됨)로 나누어 홈 앤 어웨이 방식으로 진행된다. 각 조에서 1위를 차지한 10개 팀은 2022년 FIFA 월드컵 본선에 직행하고 각 조에서 2위를 차지한 10개 팀, 각 조에서 3위 이하를 차지한 팀 중에서 2020-21년 UEFA 네이션스리그 성적에서 가장 높은 성적을 기록한 2개 팀은 유럽 지역 예선 플레이오프로 진출한다.
- 2020-21년 UEFA 네이션스리그 승격팀 중에서 조 3위 이하 팀 중 순번(파이널 진출팀 - 리그 B에서 리그 A로 승격한 팀 - 리그 C에서 리그 B로 승격한 팀 - 리그 D에서 리그C로 승격한 팀 순)이 가장 높은 2개 팀에 한해서 등수와 상관없이 플레이오프에 진출한다.
- 유럽 지역 예선 플레이오프는 2단계로 나누어 한쪽팀 홈구장에서 단판 경기 방식으로 진행된다. 플레이오프에서 승리한 3개 팀은 2022년 FIFA 월드컵 본선에 추가로 진출한다.

UEFA는 2019년 12월 4일에 스위스 니옹에서 열린 집행위원회 회의에서 2022년 FIFA 월드컵 유럽 지역 예선의 모든 경기에서 비디오 판독 기술(비디오 어시스턴트 레프리, VAR)을 사용하기로 결정했다.

## 경기 일정
경기 일정은 다음과 같다. UEFA 유로 2020의 개최 시기가 코로나19 범유행의 여파로 인하여 2021년 6월부터 7월까지로 연기됨에 따라 2021년 6월에 열릴 예정이던 경기 일정 또한 변경되었다.
| 단계       | 경기일   | 날짜                                |
| ---------- | -------- | ----------------------------------- |
| 조별 리그  | 1차전    | 2021년 3월 24일 ~ 3월 25일          |
| 조별 리그  | 2차전    | 2021년 3월 27일 ~ 3월 28일          |
| 조별 리그  | 3차전    | 2021년 3월 30일 ~ 3월 31일          |
| 조별 리그  | 4차전    | 2021년 9월 1일 ~ 9월 2일            |
| 조별 리그  | 5차전    | 2021년 9월 4일 ~ 9월 5일            |
| 조별 리그  | 6차전    | 2021년 9월 7일 ~ 9월 8일            |
| 조별 리그  | 7차전    | 2021년 10월 8일 ~ 10월 9일          |
| 조별 리그  | 8차전    | 2021년 10월 11일 ~ 10월 12일        |
| 조별 리그  | 9차전    | 2021년 11월 11일 ~ 11월 13일        |
| 조별 리그  | 10차전   | 2021년 11월 14일 ~ 11월 16일        |
| 플레이오프 | 준결승전 | 2022년 3월 24일 ~ 3월 25일, 6월 1일 |
| 플레이오프 | 결승전   | 2022년 3월 28일 ~ 3월 29일, 6월 5일 |

원래 계획되어 있던 경기 일정은 다음과 같다.
| 단계       | 경기일   | 날짜                         |
| ---------- | -------- | ---------------------------- |
| 조별 리그  | 1차전    | 2021년 3월 25일 ~ 3월 27일   |
| 조별 리그  | 2차전    | 2021년 3월 28일 ~ 3월 30일   |
| 조별 리그  | 3차전    | 2021년 6월 4일 ~ 6월 5일     |
| 조별 리그  | 4차전    | 2021년 6월 7일 ~ 6월 8일     |
| 조별 리그  | 5차전    | 2021년 9월 2일 ~ 9월 4일     |
| 조별 리그  | 6차전    | 2021년 9월 5일 ~ 9월 7일     |
| 조별 리그  | 7차전    | 2021년 10월 7일 ~ 10월 9일   |
| 조별 리그  | 8차전    | 2021년 10월 10일 ~ 10월 12일 |
| 조별 리그  | 9차전    | 2021년 11월 11일 ~ 11월 13일 |
| 조별 리그  | 10차전   | 2021년 11월 14일 ~ 11월 16일 |
| 플레이오프 | 준결승전 | 2022년 3월 24일 ~ 3월 25일   |
| 플레이오프 | 결승전   | 2022년 3월 28일 ~ 3월 29일   |

## 시드 배정
2022년 FIFA 월드컵 유럽 지역 예선 조 추첨은 2020년 12월 7일에 스위스 취리히에서 열렸는데 코로나19 범유행의 여파를 고려하여 나라별 축구 협회 대표가 참석하지 않는 형식으로 진행되었다. 원래는 2020년 11월 29일에 열릴 예정이었다. UEFA 집행위원회는 2020년 6월 18일에 열린 회의에서 국제 축구 연맹(FIFA)의 승인을 받은 2022년 FIFA 월드컵 유럽 지역 예선 조 추첨과 관련된 규정을 승인했다.
2022년 FIFA 월드컵 유럽 지역 예선에 참가하는 55개 팀은 2020년 11월 FIFA 랭킹을 기준으로 하여 시드를 배정받았다. 이들 팀은 10개 조로 나뉘는데 A조, B조, C조, D조, E조는 5개 팀으로, F조, G조, H조, I조, J조는 6개 팀으로 구성된다. 조 추첨 과정에서는 다음과 관련된 제한 규정이 적용된다.
- UEFA 네이션스리그 결선 토너먼트: 2020-21년 UEFA 네이션스리그에서 결선 토너먼트에 진출한 4개 팀(프랑스, 벨기에, 이탈리아, 스페인)은 2021년 UEFA 네이션스리그 결선 토너먼트 일정을 고려하여 5개 팀으로 구성된 조에 편성된다. 이들 조에는 결선 토너먼트에 진출한 1개 팀만 편성될 수 있다.
- 정치적 분쟁: 다음 팀들은 양국 간의 정치적 분쟁을 고려하여 서로 다른 조에 편성된다.
  - 아르메니아-아제르바이잔 (아르메니아와 아제르바이잔이 시드 배정에서 5번 포트에 편성되었기 때문에 실제 조 추첨에서는 어떠한 조치도 시행되지 않았다.)
  - 지브롤터-스페인 (스페인이 UEFA 네이션스리그 결선 토너먼트에 참가하는 관계로 5개 팀으로 구성된 조에 편성될 예정이라는 점, 지브롤터가 6번 포트에 편성되었다는 점을 고려하여 실제 조 추첨에서는 어떠한 조치도 시행되지 않았다.)
  - 코소보-보스니아 헤르체고비나
  - 코소보-세르비아
  - 코소보-러시아
  - 러시아-우크라이나
- 겨울철에 열리는 축구 경기: 겨울철에 열리는 축구 경기의 위험성이 높은 곳 또는 중간인 곳으로 분류된 벨라루스, 에스토니아, 페로 제도, 핀란드, 아이슬란드, 라트비아, 리투아니아, 노르웨이, 러시아, 우크라이나는 같은 조에 최대 2개 팀끼리 편성된다.
  - 겨울철에 열리는 축구 경기의 위험성이 높은 곳으로 분류된 페로 제도, 아이슬란드는 일반적으로 3월 또는 11월에 홈 경기를 치를 수 없으므로 같은 조에 편성될 수 없다.
- 지나친 여행: 다른 나라에 비해 지나치게 긴 이동 거리를 가진 다음 2개 팀은 같은 조에 최대 1개 조합이 편성된다.
  - 아제르바이잔: 아이슬란드, 지브롤터, 포르투갈
  - 아이슬란드: 아르메니아, 키프로스, 조지아, 이스라엘
  - 카자흐스탄: 잉글랜드, 프랑스, 지브롤터, 아이슬란드, 몰타, 북아일랜드, 포르투갈, 아일랜드, 스코틀랜드, 스페인, 웨일스 (안도라, 페로 제도, 카자흐스탄 사이에는 지나치게 긴 이동 거리가 있지만 시드 배정에서 5번 포트에 편성되었기 때문에 실제 조 추첨에서는 어떠한 조치도 시행되지 않았다.)

| 1번 포트 | 2번 포트 | 3번 포트 |
| --- | --- | --- |
| 벨기에 (1위) · 프랑스 (2위) · 잉글랜드 (4위) · 포르투갈 (5위) · 스페인 (6위) · 이탈리아 (10위) · 크로아티아 (11위) · 덴마크 (12위) · 독일 (13위) · 네덜란드 (14위)                                     | 스위스 (16위) · 웨일스 (18위) · 폴란드 (19위) · 스웨덴 (20위) · 오스트리아 (23위) · 우크라이나 (24위) · 세르비아 (30위) · 튀르키예 (32위) · 슬로바키아 (33위) · 루마니아 (37위)                     | 러시아 (39위) · 헝가리 (40위) · 아일랜드 (42위) · 체코 (42위) · 노르웨이 (44위) · 북아일랜드 (45위) · 아이슬란드 (46위) · 스코틀랜드 (48위) · 그리스 (53위) · 핀란드 (54위) |
| 4번 포트 | 5번 포트 | 6번 포트 |
| 보스니아 헤르체고비나 (55위) · 슬로베니아 (62위) · 몬테네그로 (63위) · 북마케도니아 (65위) · 알바니아 (66위) · 불가리아 (68위) · 이스라엘 (87위) · 벨라루스 (88위) · 조지아 (89위) · 룩셈부르크 (98위) | 아르메니아 (99위) · 키프로스 (100위) · 페로 제도 (107위) · 아제르바이잔 (109위) · 에스토니아 (109위) · 코소보 (117위) · 카자흐스탄 (122위) · 리투아니아 (129위) · 라트비아 (136위) · 안도라 (151위) | 몰타 (176위) 몰도바 (177위) 리히텐슈타인 (181위) 지브롤터 (195위) 산마리노 (210위)                                                                                          |

## 조별 리그
| 범례                                                           |
| -------------------------------------------------------------- |
| 본선에 직행한 조 1위 팀                                        |
| 플레이오프에 진출한 조 2위 팀                                  |
| 2020-2021 플레이오프에 진출하거나 조별 예선을 탈락할 조 3위 팀 |
| 조별 예선을 탈락할 조 4~6위 팀                                 |

### A조
| 순위 | 팀           | 경기 | 승 | 무 | 패 | 득 | 실 | 차  | 승점 | 통과                         |     | 세르비아 | 포르투갈 | 아일랜드 | 룩셈부르크 | 아제르바이잔 |
| ---- | ------------ | ---- | -- | -- | -- | -- | -- | --- | ---- | ---------------------------- | --- | -------- | -------- | -------- | ---------- | ------------ |
| 1    | 세르비아     | 8    | 6  | 2  | 0  | 18 | 9  | +9  | 20   | 2022년 FIFA 월드컵 본선 직행 |     | —        | 2-2      | 3-2      | 4-1        | 3-1          |
| 2    | 포르투갈     | 8    | 5  | 2  | 1  | 17 | 6  | +11 | 17   | 플레이오프 진출              |     | 1-2      | —        | 2-1      | 5-0        | 1-0          |
| 3    | 아일랜드     | 8    | 2  | 3  | 3  | 11 | 8  | +3  | 9    |                              |     | 1-1      | 0-0      | —        | 0-1        | 1-1          |
| 4    | 룩셈부르크   | 8    | 3  | 0  | 5  | 8  | 18 | −10 | 9    |                              | 0-1 | 1-3      | 0-3      | —        | 2-1        |              |
| 5    | 아제르바이잔 | 8    | 0  | 1  | 7  | 5  | 18 | −13 | 1    |                              | 1-2 | 0-3      | 0-3      | 1-3      | —          |              |

### B조
| 순위 | 팀     | 경기 | 승 | 무 | 패 | 득 | 실 | 차  | 승점 | 통과                         |     | 스페인 | 스웨덴 | 그리스 | 조지아 | 코소보 |
| ---- | ------ | ---- | -- | -- | -- | -- | -- | --- | ---- | ---------------------------- | --- | ------ | ------ | ------ | ------ | ------ |
| 1    | 스페인 | 8    | 6  | 1  | 1  | 15 | 5  | +10 | 19   | 2022년 FIFA 월드컵 본선 직행 |     | —      | 1-0    | 1-1    | 4-0    | 3-1    |
| 2    | 스웨덴 | 8    | 5  | 0  | 3  | 12 | 6  | +6  | 15   | 플레이오프 진출              |     | 2-1    | —      | 2-0    | 1-0    | 3-0    |
| 3    | 그리스 | 8    | 2  | 4  | 2  | 8  | 8  | 0   | 10   |                              |     | 0-1    | 2-1    | —      | 1-1    | 1-1    |
| 4    | 조지아 | 8    | 2  | 1  | 5  | 6  | 12 | −6  | 7    |                              | 1-2 | 2-0    | 0-2    | —      | 0-1    |        |
| 5    | 코소보 | 8    | 1  | 2  | 5  | 5  | 15 | −10 | 5    |                              | 0-2 | 0-3    | 1-1    | 1-2    | —      |        |

### C조
| 순위 | 팀         | 경기 | 승 | 무 | 패 | 득 | 실 | 차  | 승점 | 통과                         |     | 스위스 | 이탈리아 | 북아일랜드 | 불가리아 | 리투아니아 |
| ---- | ---------- | ---- | -- | -- | -- | -- | -- | --- | ---- | ---------------------------- | --- | ------ | -------- | ---------- | -------- | ---------- |
| 1    | 스위스     | 8    | 5  | 3  | 0  | 15 | 2  | +13 | 18   | 2022년 FIFA 월드컵 본선 직행 |     | —      | 0-0      | 2-0        | 4-0      | 1-0        |
| 2    | 이탈리아   | 8    | 4  | 4  | 0  | 13 | 2  | +11 | 16   | 플레이오프 진출              |     | 1-1    | —        | 2-0        | 1-1      | 5-0        |
| 3    | 북아일랜드 | 8    | 2  | 3  | 3  | 6  | 7  | −1  | 9    |                              |     | 0-0    | 0-0      | —          | 0-0      | 1-0        |
| 4    | 불가리아   | 8    | 2  | 2  | 4  | 6  | 14 | −8  | 8    |                              | 1-3 | 0-2    | 2-1      | —          | 1-0      |            |
| 5    | 리투아니아 | 8    | 1  | 0  | 7  | 4  | 19 | −15 | 3    |                              | 0-4 | 0-2    | 1-4      | 3-1        | —        |            |

### D조
| 순위 | 팀                    | 경기 | 승 | 무 | 패 | 득 | 실 | 차  | 승점 | 통과                         |     | 프랑스 | 우크라이나 | 핀란드 | 보스니아 헤르체고비나 | 카자흐스탄 |
| ---- | --------------------- | ---- | -- | -- | -- | -- | -- | --- | ---- | ---------------------------- | --- | ------ | ---------- | ------ | --------------------- | ---------- |
| 1    | 프랑스                | 8    | 5  | 3  | 0  | 18 | 3  | +15 | 18   | 2022년 FIFA 월드컵 본선 직행 |     | —      | 1-1        | 2-0    | 1-1                   | 8-0        |
| 2    | 우크라이나            | 8    | 2  | 6  | 0  | 11 | 8  | +3  | 12   | 플레이오프 진출              |     | 1-1    | —          | 1-1    | 1-1                   | 1-1        |
| 3    | 핀란드                | 8    | 3  | 2  | 3  | 10 | 10 | 0   | 11   |                              |     | 0-2    | 1-2        | —      | 2-2                   | 1-0        |
| 4    | 보스니아 헤르체고비나 | 8    | 1  | 4  | 3  | 9  | 12 | −3  | 7    |                              | 0-1 | 0-2    | 1-3        | —      | 2-2                   |            |
| 5    | 카자흐스탄            | 8    | 0  | 3  | 5  | 5  | 20 | −15 | 3    |                              | 0-2 | 2-2    | 0-2        | 0-2    | —                     |            |

### E조
| 순위 | 팀         | 경기 | 승 | 무 | 패 | 득 | 실 | 차  | 승점 | 통과                                     |     | 벨기에 | 웨일스 | 체코 | 에스토니아 | 벨라루스 |
| ---- | ---------- | ---- | -- | -- | -- | -- | -- | --- | ---- | ---------------------------------------- | --- | ------ | ------ | ---- | ---------- | -------- |
| 1    | 벨기에     | 8    | 6  | 2  | 0  | 25 | 6  | +19 | 20   | 2022년 FIFA 월드컵 본선 직행             |     | —      | 3-1    | 3-0  | 3-1        | 8-0      |
| 2    | 웨일스     | 8    | 4  | 3  | 1  | 14 | 9  | +5  | 15   | 플레이오프 진출                          |     | 1-1    | —      | 1-0  | 0-0        | 4-0      |
| 3    | 체코       | 8    | 4  | 2  | 2  | 14 | 9  | +5  | 14   | UEFA 네이션스리그를 통해 플레이오프 진출 |     | 1-1    | 2-2    | —    | 2-0        | 1-0      |
| 4    | 에스토니아 | 8    | 1  | 1  | 6  | 9  | 21 | −12 | 4    |                                          |     | 2-5    | 0-1    | 2-6  | —          | 2-0      |
| 5    | 벨라루스   | 8    | 1  | 0  | 7  | 7  | 24 | −17 | 3    |                                          | 0-1 | 2-3    | 0-2    | 4-2  | —          |          |

### F조
| 순위 | 팀         | 경기 | 승 | 무 | 패 | 득 | 실 | 차  | 승점 | 통과                                     |     | 덴마크 | 스코틀랜드 | 이스라엘 | 오스트리아 | 페로 제도 | 몰도바 |
| ---- | ---------- | ---- | -- | -- | -- | -- | -- | --- | ---- | ---------------------------------------- | --- | ------ | ---------- | -------- | ---------- | --------- | ------ |
| 1    | 덴마크     | 10   | 9  | 0  | 1  | 30 | 3  | +27 | 27   | 2022년 FIFA 월드컵 본선 직행             |     | —      | 2-0        | 5-0      | 1-0        | 3-1       | 8-0    |
| 2    | 스코틀랜드 | 10   | 7  | 2  | 1  | 17 | 7  | +10 | 23   | 플레이오프 진출                          |     | 2-0    | —          | 3-2      | 2-2        | 4-0       | 1-0    |
| 3    | 이스라엘   | 10   | 5  | 1  | 4  | 23 | 21 | +2  | 16   |                                          |     | 0-2    | 1-1        | —        | 5-2        | 3-2       | 2-1    |
| 4    | 오스트리아 | 10   | 5  | 1  | 4  | 19 | 17 | +2  | 16   | UEFA 네이션스리그를 통해 플레이오프 진출 |     | 0-4    | 0-1        | 4-2      | —          | 3-1       | 4-1    |
| 5    | 페로 제도  | 10   | 1  | 1  | 8  | 7  | 23 | −16 | 4    |                                          |     | 0-1    | 0-1        | 0-4      | 0-2        | —         | 2-1    |
| 6    | 몰도바     | 10   | 0  | 1  | 9  | 5  | 30 | −25 | 1    |                                          | 0-4 | 0-2    | 1-4        | 0-2      | 1-1        | —         |        |

### G조
| 순위 | 팀         | 경기 | 승 | 무 | 패 | 득 | 실 | 차  | 승점 | 통과                         |     | 네덜란드 | 튀르키예 | 노르웨이 | 몬테네그로 | 라트비아 | 지브롤터 |
| ---- | ---------- | ---- | -- | -- | -- | -- | -- | --- | ---- | ---------------------------- | --- | -------- | -------- | -------- | ---------- | -------- | -------- |
| 1    | 네덜란드   | 10   | 7  | 2  | 1  | 33 | 8  | +25 | 23   | 2022년 FIFA 월드컵 본선 직행 |     | —        | 6-1      | 2-0      | 4-0        | 2-0      | 6-0      |
| 2    | 튀르키예   | 10   | 6  | 3  | 1  | 27 | 16 | +11 | 21   | 플레이오프 진출              |     | 4-2      | —        | 1-1      | 2-2        | 3-3      | 6-0}     |
| 3    | 노르웨이   | 10   | 5  | 3  | 2  | 15 | 8  | +7  | 18   |                              |     | 1-1      | 0-3      | —        | 2-0        | 0-0      | 5-1      |
| 4    | 몬테네그로 | 10   | 3  | 3  | 4  | 14 | 15 | −1  | 12   |                              | 2-2 | 1-2      | 0-1      | —        | 0-0        | 4-1      |          |
| 5    | 라트비아   | 10   | 2  | 3  | 5  | 11 | 14 | −3  | 9    |                              | 0-1 | 1-2      | 0-2      | 1-2      | —          | 3-1      |          |
| 6    | 지브롤터   | 10   | 0  | 0  | 10 | 4  | 43 | −39 | 0    |                              | 0-7 | 0-3      | 0-3      | 0-3      | 1-3        | —        |          |

### H조
| 순위 | 팀         | 경기 | 승 | 무 | 패 | 득 | 실 | 차  | 승점 | 통과                         |     | 크로아티아 | 러시아 | 슬로바키아 | 슬로베니아 | 키프로스 | 몰타 |
| ---- | ---------- | ---- | -- | -- | -- | -- | -- | --- | ---- | ---------------------------- | --- | ---------- | ------ | ---------- | ---------- | -------- | ---- |
| 1    | 크로아티아 | 10   | 7  | 2  | 1  | 21 | 4  | +17 | 23   | 2022년 FIFA 월드컵 본선 직행 |     | —          | 1-0    | 2-2        | 3-0        | 1-0      | 3-0  |
| 2    | 러시아     | 10   | 7  | 1  | 2  | 19 | 6  | +13 | 22   | 실격                         |     | 0-0        | —      | 1-0        | 2-1        | 6-0      | 2-0  |
| 3    | 슬로바키아 | 10   | 3  | 5  | 2  | 17 | 10 | +7  | 14   |                              |     | 0-1        | 2-1    | —          | 2-2        | 2-0      | 2-2  |
| 4    | 슬로베니아 | 10   | 4  | 2  | 4  | 13 | 12 | +1  | 14   |                              | 1-0 | 1-2        | 1-1    | —          | 2-1        | 1-0      |      |
| 5    | 키프로스   | 10   | 1  | 2  | 7  | 4  | 21 | −17 | 5    |                              | 0-3 | 0-2        | 0-0    | 1-0        | —          | 2-2      |      |
| 6    | 몰타       | 10   | 1  | 2  | 7  | 9  | 30 | −21 | 5    |                              | 1-7 | 1-3        | 0-6    | 0-4        | 3-0        | —        |      |

1. ↑  러시아는 원래 플레이오프에 진출했으나 2022년 2월 28일에 러시아의 우크라이나 침공에 따른 FIFA와 UEFA의 제재로 인하여 실격 처리되었다.

### I조
| 순위 | 팀       | 경기 | 승 | 무 | 패 | 득 | 실 | 차  | 승점 | 통과                         |      | 잉글랜드 | 폴란드 | 알바니아 | 헝가리 | 안도라 | 산마리노 |
| ---- | -------- | ---- | -- | -- | -- | -- | -- | --- | ---- | ---------------------------- | ---- | -------- | ------ | -------- | ------ | ------ | -------- |
| 1    | 잉글랜드 | 10   | 8  | 2  | 0  | 39 | 3  | +36 | 26   | 2022년 FIFA 월드컵 본선 직행 |      | —        | 2-1    | 5-0      | 1-1    | 4-0    | 5-0      |
| 2    | 폴란드   | 10   | 6  | 2  | 2  | 30 | 11 | +19 | 20   | 플레이오프 진출              |      | 1-1      | —      | 4-1      | 1-2    | 3-0    | 5-0      |
| 3    | 알바니아 | 10   | 6  | 0  | 4  | 12 | 12 | 0   | 18   |                              |      | 0-2      | 0-1    | —        | 1-0    | 1-0    | 5-0      |
| 4    | 헝가리   | 10   | 5  | 2  | 3  | 19 | 13 | +6  | 17   |                              | 0-4  | 3-3      | 0-1    | —        | 2-1    | 4-0    |          |
| 5    | 안도라   | 10   | 2  | 0  | 8  | 8  | 24 | −16 | 6    |                              | 0-5  | 1-4      | 0-1    | 1-4      | —      | 2-0    |          |
| 6    | 산마리노 | 10   | 0  | 0  | 10 | 1  | 46 | −45 | 0    |                              | 0-10 | 1-7      | 0-2    | 0-3      | 0-3    | —      |          |

### J조
| 순위 | 팀           | 경기 | 승 | 무 | 패 | 득 | 실 | 차  | 승점 | 통과                         |     | 독일 | 북마케도니아 | 루마니아 | 아르메니아 | 아이슬란드 | 리히텐슈타인 |
| ---- | ------------ | ---- | -- | -- | -- | -- | -- | --- | ---- | ---------------------------- | --- | ---- | ------------ | -------- | ---------- | ---------- | ------------ |
| 1    | 독일         | 10   | 9  | 0  | 1  | 36 | 4  | +32 | 27   | 2022년 FIFA 월드컵 본선 직행 |     | —    | 1-2          | 2-1      | 6-0        | 3-0        | 9-0          |
| 2    | 북마케도니아 | 10   | 5  | 3  | 2  | 23 | 11 | +12 | 18   | 플레이오프 진출              |     | 0-4  | —            | 0-0      | 0-0        | 3-1        | 5-0          |
| 3    | 루마니아     | 10   | 5  | 2  | 3  | 13 | 8  | +5  | 17   |                              |     | 0-1  | 3-2          | —        | 1-0        | 0-0        | 2-0          |
| 4    | 아르메니아   | 10   | 3  | 3  | 4  | 9  | 20 | −11 | 12   |                              | 1-4 | 0-5  | 3-2          | —        | 2-0        | 1-1        |              |
| 5    | 아이슬란드   | 10   | 2  | 3  | 5  | 12 | 18 | −6  | 9    |                              | 0-4 | 2-2  | 0-2          | 1-1      | —          | 4-0        |              |
| 6    | 리히텐슈타인 | 10   | 0  | 1  | 9  | 2  | 34 | −32 | 1    |                              | 0-2 | 0-4  | 0-2          | 0-1      | 1-4        | —          |              |

## 플레이오프
유럽 지역 예선 플레이오프는 조별 리그에서 각 조 2위를 차지한 10개 팀, 2020-21 UEFA 네이션스리그에서 각 조 1위를 차지한 팀들 가운데 가장 높은 리그의 성적이 가장 높은 2개 팀이 참가한다. 준결승전과 결승전은 모두 단판 승부 형식으로 진행되는데 경기의 홈 팀은 대진 추첨을 통해 결정된다. 준결승전은 2022년 3월 24일부터 3월 25일까지, 결승전은 3월 28일부터 3월 29일까지 진행된다. 결승전에서 승리한 3개 팀은 2022년 FIFA 월드컵 본선에 진출한다.

### 각 조 2위 팀
조별 예선에서 각 조 2위를 차지한 팀들은 플레이오프로 진출한다. 이 가운데 상위 6개 팀은 시드 팀으로 분류되고 하위 4개 팀은 비시드 팀으로 분류된다.
| 시드 | 조  | 팀           | 경기 | 승 | 무 | 패 | 득 | 실 | 차  | 승점 | Seeding                                  |
| ---- | --- | ------------ | ---- | -- | -- | -- | -- | -- | --- | ---- | ---------------------------------------- |
| 1    | A조 | 포르투갈     | 8    | 5  | 2  | 1  | 17 | 6  | +11 | 17   | 유럽 플레이오프 준결승전에서 시드 배정   |
| 2    | F조 | 스코틀랜드   | 8    | 5  | 2  | 1  | 14 | 7  | +7  | 17   | 유럽 플레이오프 준결승전에서 시드 배정   |
| 3    | C조 | 이탈리아     | 8    | 4  | 4  | 0  | 13 | 2  | +11 | 16   | 유럽 플레이오프 준결승전에서 시드 배정   |
| 4    | H조 | 러시아       | 8    | 5  | 1  | 2  | 14 | 5  | +9  | 16   | 유럽 플레이오프 준결승전에서 시드 배정   |
| 5    | B조 | 스웨덴       | 8    | 5  | 0  | 3  | 12 | 6  | +6  | 15   | 유럽 플레이오프 준결승전에서 시드 배정   |
| 6    | E조 | 웨일스       | 8    | 4  | 3  | 1  | 14 | 9  | +5  | 15   | 유럽 플레이오프 준결승전에서 시드 배정   |
| 7    | G조 | 튀르키예     | 8    | 4  | 3  | 1  | 18 | 16 | +2  | 15   | 유럽 플레이오프 준결승전에서 비시드 배정 |
| 8    | I조 | 폴란드       | 8    | 4  | 2  | 2  | 18 | 10 | +8  | 14   | 유럽 플레이오프 준결승전에서 비시드 배정 |
| 9    | J조 | 북마케도니아 | 8    | 3  | 3  | 2  | 14 | 11 | +3  | 12   | 유럽 플레이오프 준결승전에서 비시드 배정 |
| 10   | D조 | 우크라이나   | 8    | 2  | 6  | 0  | 11 | 8  | +3  | 12   | 유럽 플레이오프 준결승전에서 비시드 배정 |

- 정치적인 사유로 인해 러시아와 우크라이나는 같은 조에 속하지 않는다.

### 각 조 3위 이하 팀 중 네이션스리그 각 조 1위 팀
2020-21년 UEFA 네이션스리그에서 각 조 1위를 차지한 팀이자 2022년 FIFA 월드컵 유럽 지역 예선 각 조 3위 이하 팀 중 전체 순위에서 성적이 가장 높은 2개 팀은 플레이오프에 진출하는데 추첨 과정에서는 비시드 팀으로 분류된다.
| 네이션스리그 | 전체 순위 | 승격 순위 | 네이션스리그 각 조 1위 | 예선 순위 |
| ------------ | --------- | --------- | ---------------------- | --------- |
| A            | 1         | 1         | 프랑스 &               | D조       |
| A            | 2         | 2         | 스페인 &               | B조       |
| A            | 3         | 3         | 이탈리아               | C조       |
| A            | 4         | 4         | 벨기에 &               | E조       |
| B            | 17        | 5         | 웨일스                 | E조       |
| B            | 18        | 6         | 오스트리아             | F조       |
| B            | 19        | 7         | 체코                   | E조       |
| B            | 20        | 8         | 헝가리                 | I조       |
| C            | 33        | 9         | 슬로베니아             | H조       |
| C            | 34        | 10        | 몬테네그로             | G조       |
| C            | 35        | 11        | 알바니아               | I조       |
| C            | 36        | 12        | 아르메니아             | J조       |
| D            | 49        | 13        | 지브롤터               | G조       |
| D            | 50        | 14        | 페로 제도              | F조       |

설명
- &  해당 팀은 유럽 예선 조별 리그 각조 1위팀 자격으로 월드컵 본선에 직행진출하였다.
- 유럽 예선 조별 리그에서 각조 2위팀 자격으로 플레이오프에 진출하였다.
- (굵은글씨) 팀은 해당 팀의 FIFA 월드컵 유럽 예선 소속 조의 상위 두 팀들 바깥에 있는(각 조 3위 이하) 유럽 네이션스리그 각조 1위팀들 중 최고 성적팀 자격으로 FIFA 월드컵 유럽 플레이오프에 진출했다.; 해당 팀들은 유럽 플레이오프 준결승전 대진추첨에서 비시드팀으로 배정된다.

### 유럽 플레이오프 시드 배정
| 팀         | 순위 |
| ---------- | ---- |
| 포르투갈   | 1위  |
| 스코틀랜드 | 2위  |
| 이탈리아   | 3위  |
| 러시아     | 4위  |
| 스웨덴     | 5위  |
| 웨일스     | 6위  |

| 팀           | 순위                |
| ------------ | ------------------- |
| 튀르키예     | 7위                 |
| 폴란드       | 8위                 |
| 북마케도니아 | 9위                 |
| 우크라이나   | 10위                |
| 오스트리아   | 네이션스리그 18순위 |
| 체코         | 네이션스리그 19순위 |

### 유럽 플레이오프 대진

#### 루트 A
|  | 준결승전                  | 준결승전   |                         |   | 결승전 | 결승전 |
|  |                           |            |                         |   |        |        |
|  | 2022년 3월 24일 - 카디프  |            |                         |   |        |        |
|  |                           |            |                         |   |        |        |
|  | 웨일스                    | 2          |                         |   |        |        |
|  | 웨일스                    | 2          | 2022년 6월 5일 - 카디프 |   |        |        |
|  | 오스트리아                | 1          |                         |   |        |        |
|  | 오스트리아                | 1          | 웨일스                  | 1 |        |        |
|  | 2022년 6월 1일 - 글래스고 |            | 웨일스                  | 1 |        |        |
|  |                           | 우크라이나 | 0                       |   |        |        |
|  | 스코틀랜드                | 우크라이나 | 0                       | 1 |        |        |
|  | 스코틀랜드                |            |                         | 1 |        |        |
|  | 우크라이나                | 3          |                         |   |        |        |
|  | 우크라이나                | 3          |                         |   |        |        |

#### 루트 B
|  | 준결승전                        | 준결승전 |        |   | 결승전 | 결승전 |
|  |                                 |          |        |   |        |        |
|  | 2022년 3월 24일 - 모스크바 취소 |          |        |   |        |        |
|  |                                 |          |        |   |        |        |
|  | 러시아 (실격패)                 |          |        |   |        |        |
|  | 2022년 3월 29일 - 호주프        |          |        |   |        |        |
|  | 폴란드 (몰수승)                 | w/o      |        |   |        |        |
|  | 폴란드 (몰수승)                 | w/o      | 폴란드 | 2 |        |        |
|  | 2022년 3월 24일 - 솔나          |          | 폴란드 | 2 |        |        |
|  |                                 | 스웨덴   | 0      |   |        |        |
|  | 스웨덴(연)                      | 스웨덴   | 0      | 1 |        |        |
|  | 스웨덴(연)                      |          |        | 1 |        |        |
|  | 체코                            | 0        |        |   |        |        |
|  | 체코                            | 0        |        |   |        |        |

#### 루트 C
|  | 준결승전                   | 준결승전     |                          |   | 결승전 | 결승전 |
|  |                            |              |                          |   |        |        |
|  | 2022년 3월 24일 - 포르투   |              |                          |   |        |        |
|  |                            |              |                          |   |        |        |
|  | 포르투갈                   | 3            |                          |   |        |        |
|  | 포르투갈                   | 3            | 2022년 3월 29일 - 포르투 |   |        |        |
|  | 튀르키예                   | 1            |                          |   |        |        |
|  | 튀르키예                   | 1            | 포르투갈                 | 2 |        |        |
|  | 2022년 3월 24일 - 팔레르모 |              | 포르투갈                 | 2 |        |        |
|  |                            | 북마케도니아 | 0                        |   |        |        |
|  | 이탈리아                   | 북마케도니아 | 0                        | 0 |        |        |
|  | 이탈리아                   |              |                          | 0 |        |        |
|  | 북마케도니아               | 1            |                          |   |        |        |
|  | 북마케도니아               | 1            |                          |   |        |        |

## 본선 진출
다음 팀이 2022년 FIFA 월드컵에 유럽 대표로 출전하는 13개 팀이다.
| 국가대표팀 | 조별 순위       | 본선 진출 확정일 |
| ---------- | --------------- | ---------------- |
| 독일       | J조 1위         | 2021년 10월 11일 |
| 덴마크     | F조 1위         | 2021년 10월 12일 |
| 프랑스     | D조 1위         | 2021년 11월 13일 |
| 벨기에     | E조 1위         | 2021년 11월 13일 |
| 크로아티아 | H조 1위         | 2021년 11월 14일 |
| 세르비아   | A조 1위         | 2021년 11월 14일 |
| 스페인     | B조 1위         | 2021년 11월 14일 |
| 스위스     | C조 1위         | 2021년 11월 15일 |
| 잉글랜드   | I조 1위         | 2021년 11월 15일 |
| 네덜란드   | G조 1위         | 2021년 11월 16일 |
| 포르투갈   | 플레이오프 승자 | 2022년 3월 29일  |
| 폴란드     | 플레이오프 승자 | 2022년 3월 29일  |
| 웨일스     | 플레이오프 승자 | 2022년 6월 5일   |